# 柯芬園站
柯芬園站（英語：Covent Garden tube station）位於英國倫敦西敏市，是倫敦地鐵皮卡迪利線的地鐵站。本站設在長畝街及詹姆士街口。

## 概述

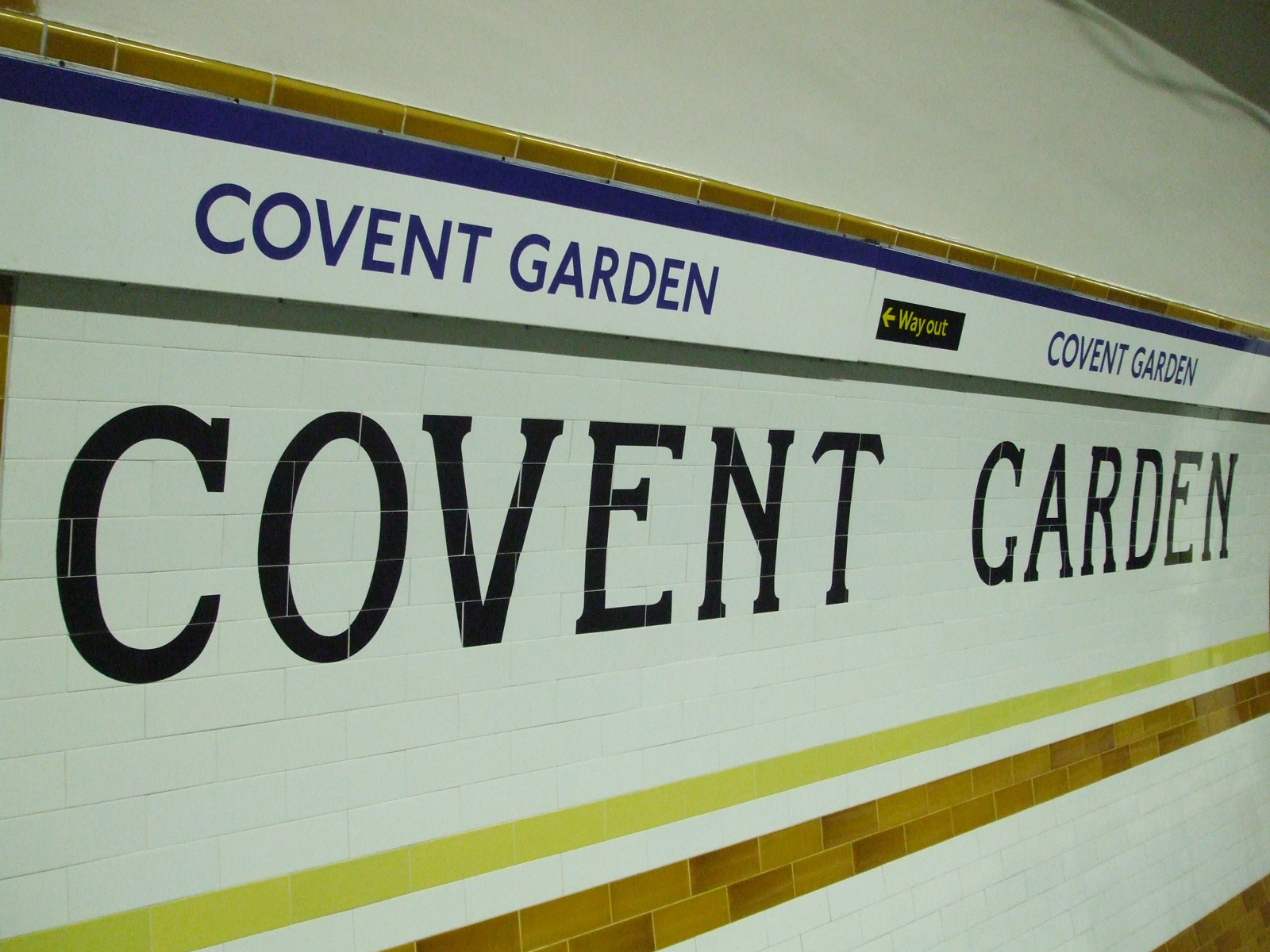
柯芬園站內牆上的站名

本站係由大北方及皮卡迪利布朗普頓鐵路（今皮卡迪利線）於1907年4月11日啟用，是倫敦市中心少數幾座僅由升降機及階梯聯絡月台的車站之一，據說也是這種車站中最繁忙的一座。為了要抑制星期六下午（週邊商店生意最興隆之時）慣有的擁擠情形，有時會進行管制，不開放入站，只開放出站，以免月台過度擁擠而造成危險。但在以其他解決之道取代昇降機的翻案後，這種管制措施便不再採用了。本站由地面層通往地下的升降梯共有四座，但由於昇降機並未直達月台，而只能再轉一次樓梯才能抵達，造成殘障人士（特別是使用輪椅者）的不便。為了作抉擇，只得透過一座緊急逃生螺旋梯。當乘客搭升降梯時，便會發出通告，不僅能要求乘客在出站時準備好車票，並告知他們如何前往柯芬園市場。
柯芬園站和鄰近的萊斯特廣場站間僅距260公尺，是倫敦地鐵各站中距離最短者。有趣的是，這意味著以當時這兩站間4元英鎊的單程費用來看，每公里需要15.525英鎊，比當時威尼斯辛普倫東方特快車（Venice-Simplon Orient Express）平均每公里的車資還要貴。當局於是在站內張貼海報，以說明另行方案——利用周圍的其他車站到達柯芬園地區。
倫敦交通局已經承諾要紓解本站擁擠的人潮，可能會在長畝街北處加建新出口，並增設站內的手扶梯。
另外有個都市傳奇，是說19世紀英國名演員威廉·泰里斯（William Terriss，1897年遇刺身亡）的鬼魂會在柯芬園站的月台上遊蕩。